# Glacisstraße (Dresden)
Die Glacisstraße ist eine Straße in der Dresdner Inneren Neustadt. An der nach den Festungsanlagen (Glacis) benannten Straße befinden sich 20 Kulturdenkmäler.

## Beschreibung
Mitte des 18. Jahrhunderts angelegt, trug der Verkehrsweg aufgrund seines Standorts den Namen „Dem Festungsgraben gegenüber“. Mit dem Abbruch der Dresdner Befestigungsanlagen im Jahr 1818 wurde die Straße ausgebaut. Seit 1829 hieß die Straße „Am Glacis“ und seit 1840 „Glacisstraße“. In der DDR-Zeit war sie von 1965 bis 1990 nach Palmiro Togliatti benannt. Heute heißt sie wieder „Glacisstraße“.
Die Straße nimmt ihren Ausgang an der Bautzner Straße und mündet in den Rosa-Luxemburg-Platz, von wo aus der Verkehr zur Albertbrücke und auf die Wigardstraße, die davor Wasserstraße hieß, geleitet wird. Von ihr zweigen die Georgenstraße und der Untere Kreuzweg nach Südwesten sowie die Tieckstraße und die Melanchtonstraße nach Nordosten ab.

## Bebauung

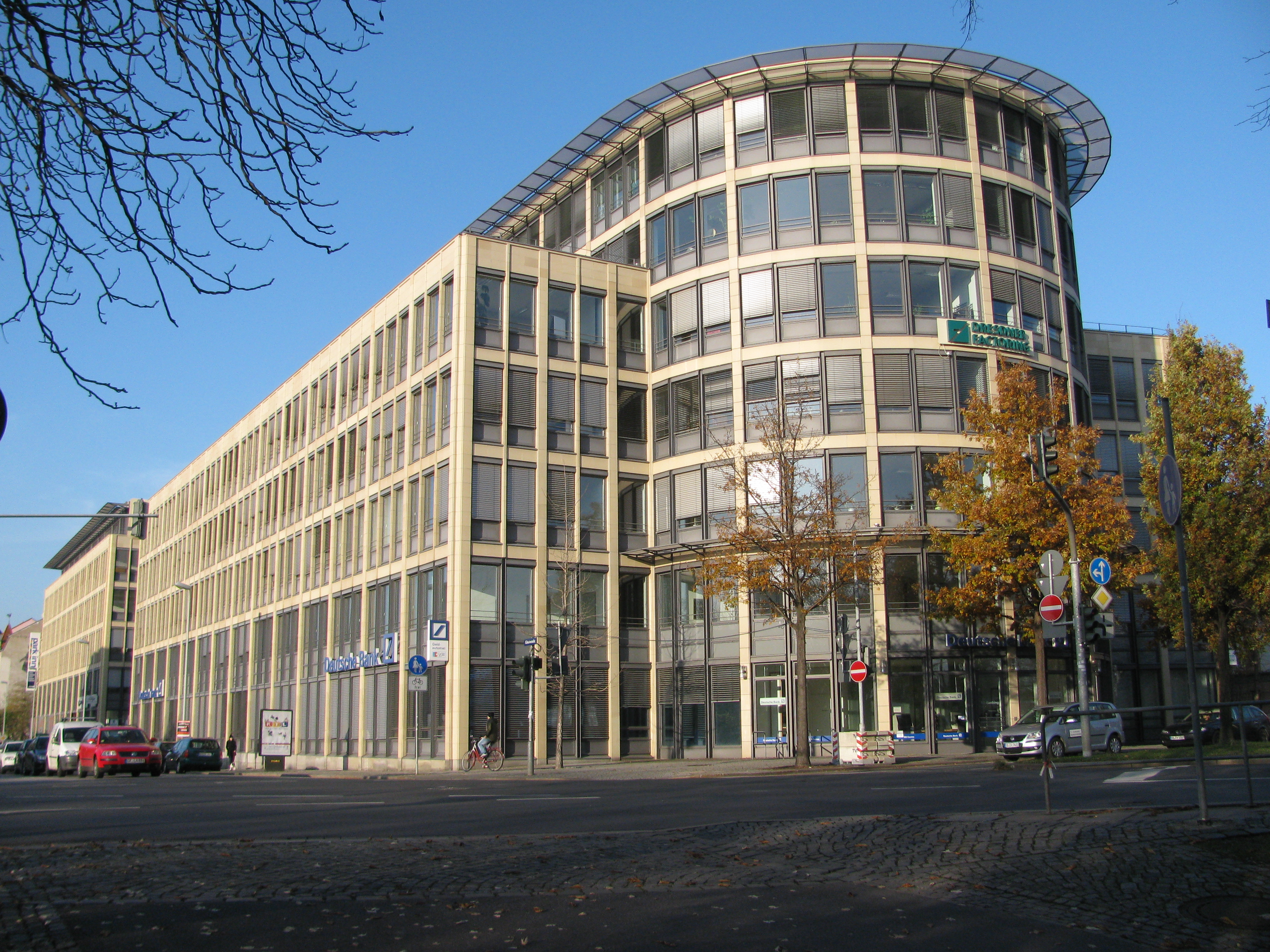
Blick vom Rosa-Luxemburg-Platz auf das Atrium am Rosengarten

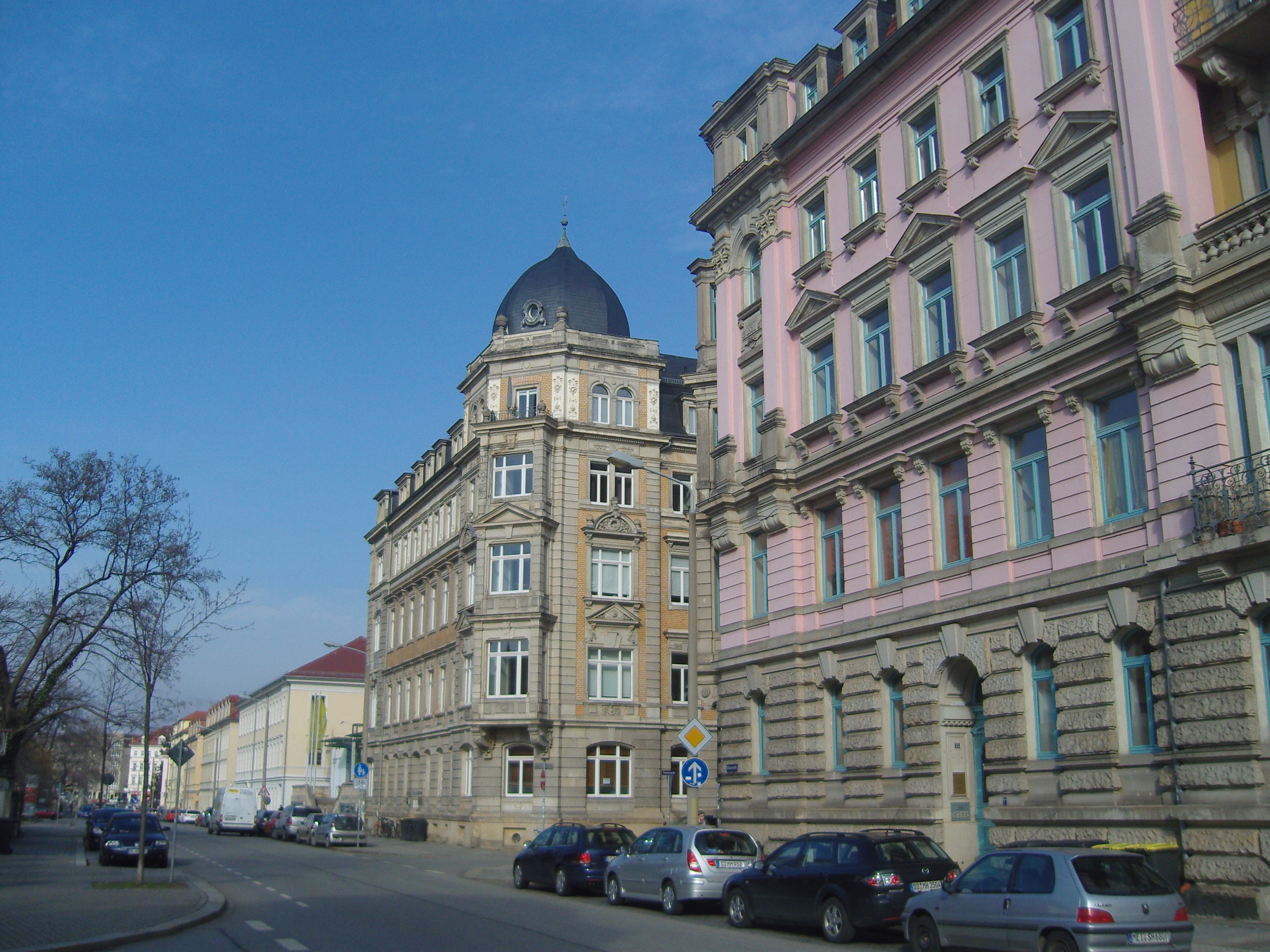
Blick Richtung Bautzner Straße auf die Häuser 24 und 26

An der Glacisstraße stehen 20 Kulturdenkmäler. An der Ecke Glacisstraße/Bautzner Straße steht eine denkmalgeschützte Barockvase aus der Zeit um 1750, die ursprünglich auf dem Bautzner Platz, dem heutigen Albertplatz, stand.
Von 1995 bis 1997 wurde an der Glacisstraße 4 das Büro- und Verwaltungsgebäude „Atrium am Rosengarten“ erbaut, das nach dem benachbarten Dresdner Rosengarten benannt ist. Über einem zweistöckigen Sockelgeschoss erheben sich die drei Obergeschosse. Die Fassade der Obergeschosse wird durch eine gemeinsame mit Terrakotta verkleidete Fassade zusammengefasst, wobei dreigliedrige Fensterelemente die Fassade gliedern. Das Gebäude betont damit „Einheitlichkeit und Volumen“. Ein erhöhter halbrunder Glaskörper betont die Ecklage.
Die Gebäude Glacisstraße Nr. 7, 9, 20 b, 24, 26 und 28 sind denkmalgeschützt, wobei die Nr. 28 die alte Tonhalle ist. Diese wurde um 1850 erbaut und bei den Luftangriffen auf Dresden im Februar 1945 nicht zerstört. Daher konnte in dem Bau am 10. Juli 1945 mit „Nathan der Weise“ das Schauspielhaus Dresden hier wieder den Theaterbetrieb aufnehmen. Dort fand am 26. Juni 1945 die Gründung des Landesverbands Sachsen der SPD statt. Heute ist die Tonhalle das „Kleine Haus“ des Schauspielhauses Dresden. An der Glacisstraße Nr. 30 sowie 32 befindet sich der Bau der kommunalen Musikschule Heinrich-Schütz-Konservatorium, beide Gebäude sind denkmalgeschützt und durch einen Glasgang verbunden. Ebenfalls denkmalgeschützt sind die Häuser 34, 36, 38, 40, 42 sowie 44.